# 투깝스
《투깝스》는 2017년 11월 27일부터 2018년 1월 16일까지 MBC에서 방송된 월화 드라마이다.

## 줄거리
뺀질한 사기꾼 영혼이 무단침입한 정의감 있는 강력계 형사와 까칠 발칙한 여기자가 펼치는 판타지 수사 로맨스 드라마

## 등장 인물

### 주요 인물
- 조정석 : 차동탁 역 (아역 손상연) - 중앙서 강력2팀 형사
- 혜리 : 송지안 역 (아역 전혜인) - NBC[1] 보도국 사회부 기자
- 김선호 : 공수창 역 (아역 김정철) - 사기꾼

### 중앙서 강력2반
- 정해균 : 마진국 역 - 중앙서 서장
- 이대연 : 유정만 역 - 중앙서 강력2팀 팀장
- 김영웅 : 박동기 역 - 중앙서 강력2팀 형사
- 오의식 : 이호태 역 - 중앙서 강력2팀 형사. 박형사의 파트너
- 이호원 : 독고성혁 역 - 중앙서 강력2팀 막내형사
- 김민종 : 조항준 역 - 중앙서 강력2팀 형사. 동탁의 옛 파트너

### 동탁 어벤저스
- 강성진 : 지달호 역 - 비뇨기과 전문의
- 윤봉길 : 도끼 역 - 용팔이의 충직한 부하
- 이달 : 용 역
- 노영주 : 호 역
- 배명진 : 차 역

### 공수창의 주변 인물
- 임세미 : 고봉숙 역. 소매치기
- 이재원 : 이두식 역 (아역 강태웅) - 수창과는 고아원 동기로 양아치

### 송지안의 주변 인물
- 박훈 : 탁재희 검사 역 (아역 최민영)
- 최일화 : 탁정환 검사장 역 - 중앙지검 검사장
- 문지인 : 길다정 역 - 의식불명 중환자 병동의 간호사
- 김서경 : 남미남 역 - NBC 보도국 사회부 기자
- 손종범 : 소지만 역 - NBC 보도국 부장
- 배민정 : 정나미 역 - NBC 기자

### 그 외 인물
- 류태호 : 노영만 역 - 서울지방 경찰청 국장
- 류혜린 : 미스 봉 역 - 신기 충만
- 옥자연 : 진수아 역 (아역 감소현)
- 이진희 : 우혜인 역 - 항준의 아내
- 오한결 : 조준수 역 - 항준의 아들
- 염동헌
- 최민
- 김광태
- 윤주만
- 문영동 : 특조계 형사 역
- 고한민 : 남병근 역
- 금광산 : 경찰서 덩치 역
- 윤부진
- 문태수 : 카메라감독 역
- 권순준 : 동철 역
- 윤병희 : 가물치 역
- 주성환 : 조폭 두목 역
- 김종호 : 오계장 역
- 안수빈 : 김나정 역
- 황원규
- 전이랑
- 이강욱 : 폭주족 역
- 백인권
- 이두석
- 이자령
- 최원홍 : 고등학생 역
- 정두겸 : 차장 역
- 황인준
- 지성근
- 이교엽
- 천재인 : 이수영 역
- 민대식
- 최혁
- 박광재 : 박달수의 부하 역
- 손상경 : 박달수의 부하 역
- 이정주
- 한상철
- 이택근
- 이수연
- 박상용
- 조한
- 마민희
- 박종보
- 김정학 : 교도관 우재식 역
- 전재형
- 이규복 : 이끼 역
- 장태민
- 김일현
- 장해민
- 최현종
- 권반석
- 정애화
- 임유란
- 마성민 : 조폭남 역
- 최영민
- 김종구 : 조만호 회장 역
- 길해연 : 원장수녀 역
- 우상전
- 고한민
- 김사훈
- 동윤석
- 한재하
- 윤지아
- 한인수
- 홍석현
- 이종은
- 진현광 : 국과수 연구원 역
- 김선우
- 임승준
- 정준용
- 민채윤
- 천세라
- 조아혜
- 김권
- 정명준 : 변호사 역
- 권혁
- 김지성
- 명석근
- 백민
- 최교식
- 현태경
- 강찬양
- 박찬우 : 지갑 남 역

### 우정출연
- 이시언 : 용팔이 역 - 전설의 칼잡이

### 특별출연
- 박진주 : 간호사 역
- 민성욱 : 박달수 역
- 지일주 : 경철 역
- 조우리 : 김민아 역
- 김명선 : 간호사 역
- 장인섭 : 조민석 역

## 촬영지
- 한강대교
- 순라길
- 원효대교
- 낙산공원
- 갤러리카페 깨뿔
- 구 성동구치소
- 녹사평대로길

## 시청률
최저 시청률과 최고 시청률은 시청률 조사회사와 지역별로 시청률에 차이가 있을 수 있습니다.
| 2017년 | 2017년    | 2017년         | 2017년       | 2017년         | 2017년       |
| 회차   | 방송일    | TNmS 시청률    | TNmS 시청률  | AGB 시청률     | AGB 시청률   |
| 회차   | 방송일    | 대한민국(전국) | 서울(수도권) | 대한민국(전국) | 서울(수도권) |
| ------ | --------- | -------------- | ------------ | -------------- | ------------ |
| 제1회  | 11월 27일 | 5.5%           | 6.1%         | 4.6%           | 5.2%         |
| 제2회  | 11월 27일 | 6.0%           | 6.2%         | 5.1%           | 5.4%         |
| 제3회  | 11월 28일 | 5.5%           | 5.5%         | 3.3%           | 3.6%         |
| 제4회  | 11월 28일 | 6.4%           | 6.8%         | 3.6%           | 3.7%         |
| 제5회  | 12월 4일  | 8.0%           | 7.6%         | 7.1%           | 7.8%         |
| 제6회  | 12월 4일  | 8.6%           | 8.5%         | 8.2%           | 8.9%         |
| 제7회  | 12월 5일  | 6.7%           | 6.5%         | 6.3%           | 6.9%         |
| 제8회  | 12월 5일  | 7.7%           | 7.6%         | 7.3%           | 8.0%         |
| 제9회  | 12월 11일 | 7.3%           | 7.8%         | 7.1%           | 7.9%         |
| 제10회 | 12월 11일 | 8.1%           | 8.6%         | 8.1%           | 8.8%         |
| 제11회 | 12월 12일 | 6.2%           | 6.0%         | 6.0%           | 6.9%         |
| 제12회 | 12월 12일 | 7.6%           | 7.7%         | 7.0%           | 7.2%         |
| 제13회 | 12월 18일 | 7.5%           | 7.8%         | 6.3%           | 7.2%         |
| 제14회 | 12월 18일 | 8.7%           | 9.2%         | 7.4%           | 7.7%         |
| 제15회 | 12월 19일 | 5.6%           | 5.6%         | 5.1%           | 5.3%         |
| 제16회 | 12월 19일 | 6.3%           | 6.1%         | 6.1%           | 6.4%         |
| 제17회 | 12월 25일 | 6.7%           | 7.0%         | 6.8%           | 7.0%         |
| 제18회 | 12월 25일 | 8.2%           | 8.4%         | 7.7%           | 8.0%         |
| 제19회 | 12월 26일 | 6.0%           | 6.8%         | 5.3%           | 6.1%         |
| 제20회 | 12월 26일 | 6.9%           | 7.3%         | 6.2%           | 6.6%         |
| 2018년 |           |                |              |                |              |
| 제21회 | 1월 1일   | 7.5%           | 7.6%         | 6.7%           | 6.8%         |
| 제22회 | 1월 1일   | 8.1%           | 8.5%         | 7.9%           | 8.3%         |
| 제23회 | 1월 2일   | 8.5%           | 8.6%         | 6.3%           | 6.4%         |
| 제24회 | 1월 2일   | 9.5%           | 10.0%        | 7.7%           | 8.2%         |
| 제25회 | 1월 8일   | 7.6%           | 7.8%         | 6.6%           | 6.7%         |
| 제26회 | 1월 8일   | 9.0%           | 9.1%         | 7.6%           | 7.5%         |
| 제27회 | 1월 9일   | 6.9%           | 7.1%         | 6.5%           | 6.7%         |
| 제28회 | 1월 9일   | 8.5%           | 9.3%         | 8.2%           | 8.8%         |
| 제29회 | 1월 15일  | 8.0%           | 8.2%         | 7.5%           | 7.7%         |
| 제30회 | 1월 15일  | 9.5%           | 9.6%         | 9.3%           | 9.3%         |
| 제31회 | 1월 16일  | 8.5%           | 9.3%         | 7.7%           | 8.5%         |
| 제32회 | 1월 16일  | 10.1%          | 10.3%        | 9.7%           | 9.9%         |

## 동시간대 드라마
KBS 월화드라마
- 《마녀의 법정》 : 2017년 10월 9일 ~ 2017년 11월 28일
- 《저글러스》 : 2017년 12월 4일 ~ 2018년 1월 23일

SBS 월화드라마
- 《의문의 일승》 : 2017년 11월 27일 ~ 2018년 1월 30일

## 수상
- 2017년 MBC 연기대상 월화극 남자 최우수 연기상 조정석
- 2017년 MBC 연기대상 월화극 남자 우수 연기상 김선호
- 2017년 MBC 연기대상 신인상 김선호

## 같이 보기
- 경찰 드라마
- 대한민국의 텔레비전 드라마 목록 (ㅌ)
- 2017년 대한민국의 텔레비전 드라마 목록